# 森莉那
森 莉那（もり まりな、1997年1月7日 - ）は、日本の女優。

## 出演
※主演作品は太字で表記。

### 舞台
- はばたけ静岡国民文化祭県民ミュージカル「今様膝栗毛」 - アンサンブル（2009）
- 日本芸術学園主催復興支援ダンスミュージカル 「千の風になって2013」 - レイラ 役

「千の風になって2015」 - レイラ、風香 役
- ミュージカル「hairspray JR.」- 主演・トレーシー・ターンブラッド 役山田和也演出 (2016)
- ミュージカル「FAME JR.」山田和也演出 - セリナ・カッツ 役（2017）
- ミュージカル「薄桜鬼 志譚 土方歳三 篇」 西田大輔演出- ヒロイン・雪村千鶴役(2018)
- ミュージカル「HIGH SCHOOL MUSICAL」山田和也演出  - シャーペイ・エヴァンス 役（2018）
- ミュージカルライブ「星の王子さま」ひのあらた/渋谷真紀子演出 - 主演・王子さま 役（2018）
- ミュージカル「デスノート THE MUSICAL」  栗山民也演出(2020)
- ミュージカル「ローマの休日」山田和也演出(2020-2021)
- ミュージカル「17again」谷憲一演出      ブリタニー役 (2021)
- ミュージカル「マチルダ」マシュー・オーチャス演出  ヘンリエッタ役(2023)
- ミュージカル「High School Musical」山田和也演出・ヒロイン ガブリエラ役(2023)
- 舞台「千と千尋の神隠しSpirited Away」ジョン・ケアード演出（2024・2025）[1]ロンドン・コロシアム公演にて千尋役（アンダースタディ）としてウエストエンドデビュー(11公演出演)[2][3]

### イベント
- 全国高等学校フラ競技大会フラガールズ甲子園2014 - 日本芸術高等学園 PILINA HAWAIIANS最優秀賞受賞
- バルセロナインターナショナル ダンスコンペティション - チームMEVIUS ジャズ部門第1位受賞

### TV
- BS-J「命売ります」＃8 - カップル女性 役
- BS-J「命売ります」＃７（2018）
- NTV「ザ!世界仰天ニュース 『2018年新春4時間スペシャル！』」

### CM
- ソフトバンク 「教頭タジタジ！学割先生の新たな主張」篇
- ソフトバンク　学割先生「白戸家白熱の授業参観」篇

### 映画
- L♡DK ひとつ屋根の下、「スキ」がふたつ。（2019年3月21日、東映）

### テレビドラマ
- 大河ドラマ いだてん〜東京オリムピック噺〜（2019年、NHK） - 金栗アキエ 役

### コンサート
- 青山月見ル君ヲ想フにてFirstLive 「Musical Concert vol.1 Marina Mori "Another Sky"」(2024)
- 「Brand New Musical Concert 2024 Merry Christmas！」東京オペラシティ(2024)